# Risque d'inondation à Ousson-sur-Loire
Le risque d'inondation est un des risques majeurs susceptibles d'affecter la commune d'Ousson-sur-Loire (département du Loiret, région Centre-Val de Loire, France). Il se caractérise par la possibilité qu'un aléa de type inondation se produise et occasionne des dommages plus ou moins importants aux personnes, aux biens ou à l'environnement sur le territoire communal.
La commune est traversée par la Loire, qui longe son territoire sur sa limite sud-ouest, et par un ruisseau : l'Ousson. Ces cours d'eau sont susceptibles de déborder et de provoquer des inondations. La Loire est à l'origine des dégâts les plus importants sur la commune en cas de crue importante. Les crues historiques sont celles de 1846, 1856, 1866 et 1907. Aucune crue n'a atteint depuis 1907 les hauteurs atteintes lors de ces événements catastrophiques.
Le système d'endiguement du val d'Ousson est fermé par la digue domaniale et par la route départementale n°50. D'une longueur de 2,15 km, il protège environ 25 personnes. La digue protège le val jusqu'à une crue de fréquence 170 ans, niveau correspondant à une hauteur de 6,50 m à l'échelle de Gien et définissant le niveau de protection apparent du val. Toutefois, le risque de rupture de cette levée n'est plus négligeable dès une crue de fréquence quinquennale (4,1 m à l'échelle de Gien) et devient probable pour une crue de période de retour 20 ans. Le bourg n'est quant à lui pas protégé par une levée car le coteau de la Loire limite l'extension de l'inondation. La partie basse du bourg est ainsi inondable, de ce fait en 2014 95 personnes vivent en zone potentiellement inondable . L'étude des vals du Giennois réalisée en 2014 dans le cadre du plan Loire a permis de déterminer les zones les plus vulnérables de la commune, d'est en ouest :  les Atres, le Centre bourg et le Val.
Le risque d'inondation est pris en compte dans l'aménagement du territoire de la commune par le biais du Plans de prévention du risque d'inondation (PPRI) du val de Briare.
Deux documents permettent de définir les modalités de gestion de crise et d'organisation des secours : au niveau départemental, le Dispositif ORSEC départemental spécialisé déclenché en cas d'inondation de la Loire, le plan ORSIL, et au niveau communal le plan communal de sauvegarde.

## Réseau hydrographique

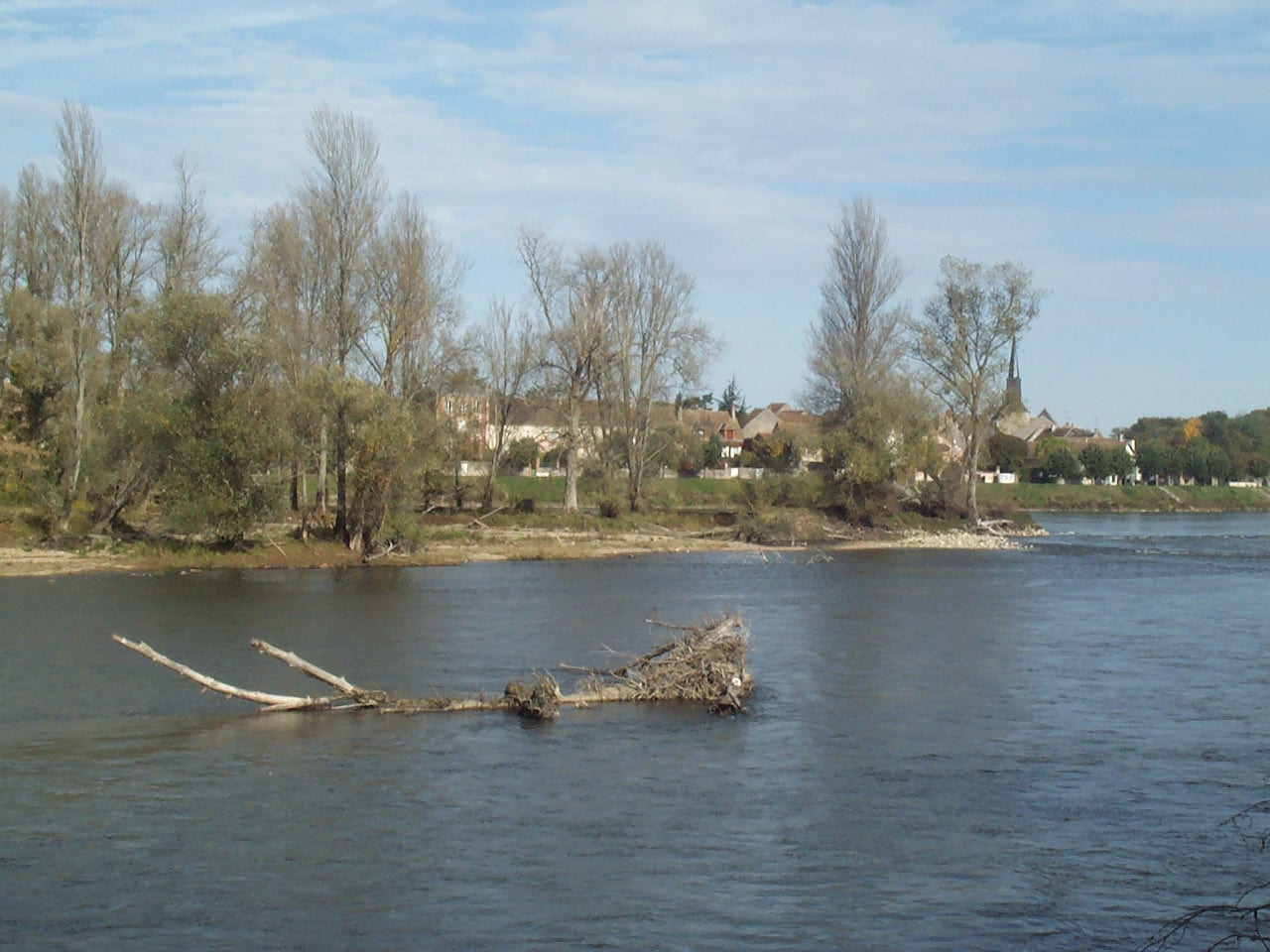
Vue d'Ousson-sur-Loire depuis la rive opposée du fleuve.

La commune est longée sur sa limite sud-ouest par la Loire, qui traverse le département du Loiret d’est en ouest. Ce fleuve est à l'origine des dégâts les plus importants sur la commune en cas de crue importante. Mais le réseau hydrographique comprend également quatre cours d'eau notables.
Elle est parcourue par un cours d'eau : l'Ousson.

## Crues de la Loire
La commune d'Ousson-sur-Loire connaît une inondation directe par débordement de la Loire.

### Typologie des crues de la Loire
Dans le Loiret, les crues de la Loire représentent un cas à part par le volume considérable d’eau qu’elles peuvent apporter, la superficie des zones qu’elles peuvent submerger et par l’ampleur des dégâts qu’elles peuvent provoquer. Les crues de la Loire sont provoquées par deux phénomènes météorologiques différents : des précipitations d'origine océanique ou méditerranéenne, formant ainsi trois familles de crus différentes.

#### Crue d’origine océanique
Les crues d’origine océanique ont lieu surtout en hiver et au printemps. Elles sont provoquées par des fronts pluvieux venant de l'océan Atlantique. D'importance très variable, elles affectent l'ensemble du bassin : l'Allier, la Loire et leurs affluents. Les reliefs, notamment ceux du Morvan jouent un rôle important dans la répartition des précipitations et leur cumul. Parmi les dernières crues marquantes de cette famille, on peut citer les crues du printemps 1983. La Loire à Nevers a atteint en aval un débit de 2 230 m3/s alors qu'en amont de Roanne son débit était de 1 450 m3/s et en mai un débit de 2 400 m3/s alors que son débit amont était de 1 570 m3/s ,. En Loire moyenne, du Bec d'Allier au Bec de Vienne, les débits de ces crues océaniques sont toujours inférieurs à ceux que peuvent contenir les levées. Dans le Loiret, une des dernières crues océaniques marquantes date de janvier - février 2004. Elle a atteint le 20 janvier un débit de 1 850 m3/s à Gien (3,42 m) et le 21 janvier 1 750 m3/s à Orléans (2,17 m).

#### Crue cévenole
| Période de retour    | Débit Bec d'Allier | Débit Saint-Martin-sur-Ocre | Hauteur à l'éch. de Gien |
| -------------------- | ------------------ | --------------------------- | ------------------------ |
| 20 ans (proche 2003) | 3 600 m3/s         | 3 620 m3/s                  | 5,08 m                   |
| 50 ans               | 4 300 m3/s         | 4 085 m3/s                  | 5,41 m                   |
| 70 ans               | 5 000 m3/s         | 4 780 m3/s                  | 5,83 m                   |
| 100 ans              | 6 000 m3/s         | 5 660 m3/s                  | 6,30 m                   |
| 170 ans              | 6 500 m3/s         | 6 140 m3/s                  | 6,53 m                   |
| 200 ans              | 7 000 m3/s         | 6 760 m3/s                  | 6,82 m                   |
| 500 ans              | 8 500 m3/s         | 7 995 m3/s                  | 7,34 m                   |
| 1 000 ans            | 10 000 m3/s        | 9 600 m3/s                  | 7,94 m                   |

Les crues cévenoles sont localement plus rapides et brutales qui se propagent et atteignent le Loiret en quelques jours. Elles sont dues aux précipitations qui accompagnent les orages cévenols venant de Méditerranée sur le haut bassin de l'Allier et de la Loire. Sans apport océanique, elles s'amortissent très rapidement. Mais parfois, comme en 1907, si le front orageux remonte à l'intérieur du bassin et touche à la fois l'Allier et la Loire les crues acquièrent suffisamment de puissance pour se propager en Loire moyenne. La dernière crue cévenole ayant engendré des dégâts très importants à l'échelle du bassin date de septembre 1980. Elle a été provoquée par des cumuls de pluies dépassant les 600 mm en 24 h. Sur le Haut Allier à Langogne la rivière a atteint un débit de 1 200 m3/s. L'eau est montée à 8,50 m en quelques heures. Sur la Haute-Loire à Brives-Charensac, le débit a atteint 2 000 m3/s. l'eau est montée a 6,70 m avec une vitesse de montée des eaux atteignant 6 cm par minute. Une des dernières crues cévenoles marquantes pour le Loiret date de décembre 2003. Elle a atteint le 8 décembre un débit de 3 400 m3/s à Gien (5,05 m) et 3 250 m3/s à Orléans (3,75 m).

#### Crue mixte
Lorsque les deux phénomènes se produisent en même temps, provoquant une crue catastrophique, on parle de crue mixte, comme les trois grandes crues du XIXe siècle (1846, 1856, 1866). Ces crues dites mixtes, caractérisées par une montée des eaux importantes sur l’ensemble du bassin, sont les plus redoutables pour le département du Loiret. Elles naissent de la conjonction plus ou moins marquée d'une crue cévenole et d'une crue océanique. Elles se traduisent par une montée généralisée des eaux sur l'ensemble du bassin accompagnée par des débits très importants de la Loire de l'Allier et de leurs affluents. C'est à ce type de crue qu'appartiennent les crues de 1856 (la Loire a atteint 2 250 m3/s à Roanne et 4 200 m3/s à Nevers l'Allier 3 500 m3/s à Moulins) et de 1866 (la Loire a atteint 3 300 m3/s à Roanne et 4 300 m3/s à Nevers, l'AIlier 3 500 m3/s à Moulins),.

### Inondations historiques

#### Octobre 1846, mai-juin 1856 et octobre 1866
| Année | Débit max à Gien en m3/s | Hauteur à Jargeau en m, alt=98.92 m | Hauteur à Orléans en m, alt=90.48 m |
| ----- | ------------------------ | ----------------------------------- | ----------------------------------- |
| 1846  | 7 100                    | -                                   | 6.80                                |
| 1856  | 7 200                    | 7.62                                | 7.10                                |
| 1866  | 7 200                    | 7.8                                 | 6.92                                |
| 1907  | 4 050                    | 6.02                                | 5.25                                |

La Loire moyenne a connu une série de crues très importantes lors de la première moitié du XVIIe siècle, puis une période de calme propice à la naissance d’un faux sentiment de sécurité des populations vivant dans le val et des villes le long du fleuve. Au milieu du XIXe siècle, trois crues exceptionnelles rappelèrent les populations à la réalité, en provoquant des inondations catastrophiques en octobre 1846, mai-juin 1856 et octobre 1866. Ces trois crues sont de type mixte ou cévenole extensive, ce qui correspond à la conjonction d’un épisode de pluies océaniques sur la totalité ou une partie du bassin et d’un orage cévenol sur la partie amont. Il est à noter lors de ces épisodes qu’à chaque fois l’importance d’un des phénomènes prédomine sur l’autre. Les crues d’octobre 1846 et 1866 résultent d’orages cévenols de grandes ampleurs qui génèrent une onde de crue sur la Loire supérieure et sur l’Allier qui se propage à l’aval dans un contexte pluvieux océanique d’ intensité moyenne. En aval de la confluence de l’Allier, aucun autre affluent de la Loire n’est en crue majeure. La crue de mai-juin 1856 intervient quant à elle dans un contexte pluvieux océanique plus long (un mois) et plus intense qui a déjà généré quelques crues sur la Loire dès le début du mois de mai. L’épisode cévenol qui survient a une intensité limité. Les crues engendrées en amont sont loin d’avoir le niveau des crues de 1846 et 1866, mais elles viennent rapidement s’ajouter aux niveaux de la Loire et de l’Allier partout déjà très hauts. Après le bec d’Allier, l’onde de crue se voit renforcée par tous les affluents de la rive gauche qui sont également en crue.

#### 1907
En octobre 1907, la Loire monte dangereusement mais les levées résistent bien. Le 20 octobre, elle atteint à Gien la cote de 5,73 mètres : les quais sont ensevelis sous plus d'un mètre et la ville est privée de lumière à la suite de la rupture de la conduite principale de gaz. Le canal de Briare déborde, les villes de Beaugency, Meung-sur-Loire, Châteauneuf-sur-Loire, Chécy sont inondées. À Orléans, les eaux montent à 4,80 mètres et passent pardessus le parapet du pont de Vierzon. Le 21 octobre, la Loire atteint 5,25 mètres à l'échelle du pont Royal (hauteur qui n'avait pas été relevée depuis plus de trente ans) : les quais sont inondés, le carrefour de la rue des Turcies et de la rue des Charretiers ressemble à un lac de 30 cm à 1 mètre de profondeur. En ce dimanche, les curieux affluent sur les quais pour constater le niveau de l'eau. Le déversoir de Jargeau, établi de 1878 à 1882 à l'emplacement de la brèche de 1856, est prêt à être mis en service quand les habitants de Férolles, exposés à l'inondation, interdisent l'accès aux cantonniers, fourches à la main. La levée n'ayant pas rompu, le val n'est pas inondé et les dégâts sont limités.

#### 2003
Le lundi 8 décembre 2003, la Loire déborde de manière importante, mais sans atteindre un niveau dangereux. Dans le Giennois, cette crue est sensiblement supérieure à celle de 1983. À Châtillon-sur-Loire, la cote atteint 5 mètres à Gien. elle dépasse les 5,10 mètres pour un débit de 3 200 m3/s. Plusieurs personnes sent évacuées dans la zone ouest de l'agglomération giennoise ; les deux ponts de la ville sont fermés ainsi que les quais. La Loire encercle les villages de Saint-Firmin-sur-Loire et Poilly-lez-Gien. Plusieurs routes sont coupées. À Sully-sur-Loire et Orléans, les piles des ponts sont à peine visibles (3,70 mètres au pont d'Orléans). À Combleux, le fleuve passe par-dessus le canal d'Orléans puis submerge l'île Charlemagne et quelques vergers près du pont de l'Europe. Toutefois les dégâts sont minimes. Le barrage de Villerest, sous la maîtrise d’ouvrage de l’Établissement public Loire depuis 1985, a joué un rôle majeur dans la crue. En effet, au moment de la pointe, sur les 2 800 m3/s entrant dans la retenue, seulement 1 600 m3/s en sortaient. Soit en termes de période de retour, le rejet aval avait une fréquence quinquennale alors qu’à l’entrée du barrage le débit était cinquantennal. L’écrêtement du barrage de Villerest a permis de gagner 50 cm sur la ligne d’eau en Loire moyenne,.

### Mode d'inondation de la commune

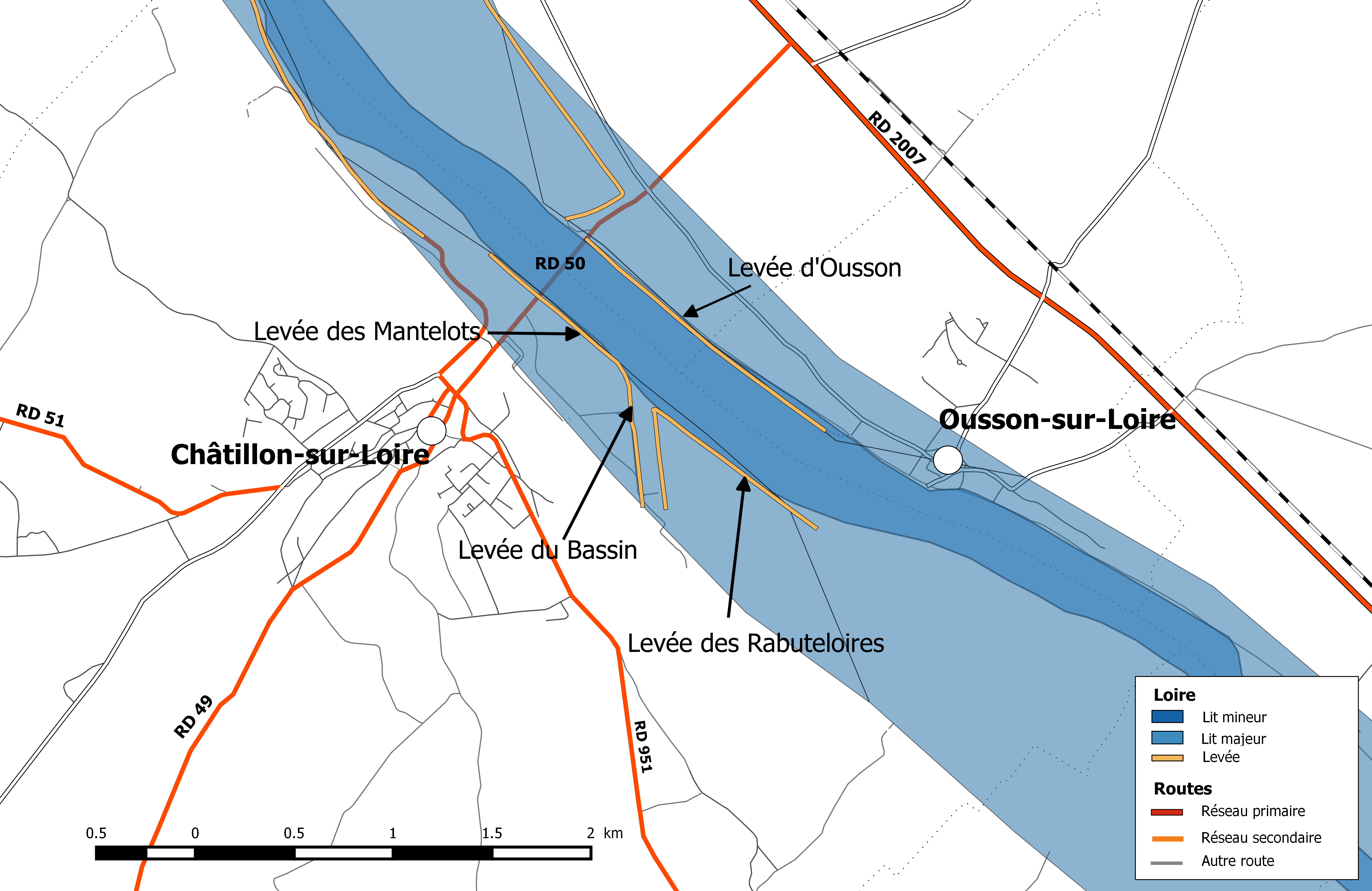
Système d'endiguement des vals d'Ousson et de Châtillon.

Le val d'Ousson s’étend en rive droite de la Loire sur une longueur totale de 1,6 km à l’aval d’Ousson-sur-Loire. Sa superficie totale est de 36 ha environ. Il n’y a pas de réseau hydrographique notable dans ce val. L’occupation du sol est essentiellement agricole.
Le système d'endiguement du val est fermé par la digue domaniale  et par la route départementale n°50. D'une longueur de 2,15 km, il protège  environ 25 personnes. La digue protège le val jusqu'à une crue de fréquence 170 ans, niveau correspondant à une hauteur de 6,50 m à l'échelle de Gien et définissant le niveau  de protection apparent du val. Toutefois, le risque de rupture de cette levée n'est plus négligeable dès une crue de  fréquence quinquennale (4,1 m à l'échelle  de Gien) et devient probable pour une crue de période de retour 20 ans. Le bourg n'est quant à lui pas protégé par une levée car le coteau de la Loire limite l'extension de l'inondation. La partie basse du bourg est ainsi inondable, de ce fait 95 personnes vivent en zone potentiellement inondable en 2014.
Le val d'Ousson-sur-Loire commence à être inondé par remous dans l'Ousson au niveau du quai Albert Boin dès une crue type 2003. La digue d'Ousson est submergée en cas de crue très forte de la Loire, de fréquence 170 ans, correspondant à une hauteur de 6,50 m à l'échelle de Gien, et peut alors rompre, provoquant une inondation soudaine accompagnée de hauteurs d'eau de plus de 2,50 m et des durées de submersion allant de 2 à 4 jours selon l'intensité de la crue.
| Mécanisme d'inondation | Débit en Loire | Hauteur échelle Gien | Hauteur échelle Chatillon | Occurrence  |
| ---------------------- | -------------- | -------------------- | ------------------------- | ----------- |
| Brèche par surverse    | 6 150 m3/s     | 6,48 m               | 6,83 m                    | T ~ 170 ans |

## Vulnérabilité de la commune

### Zones touchées
L'étude des vals du Giennois réalisée dans le cadre du plan Loire a permis de déterminer les zones les plus vulnérables de la commune. Trois zones homogènes vulnérables ont été identifiées, d'est en ouest : les Atres, le Centre bourg, le Val. 
En 2014, les impacts économiques pouvaient être évalués comme suit :
| Zone homogène | Mécanisme d'inondation | Niveau de risque    | Niveau de risque    | Niveau de risque    | Niveau de risque     | Niveau de risque     | Niveau de risque   | Niveau de risque     | Niveau de risque |
| Zone homogène | Mécanisme d'inondation | 20 ans HGien=5.08 m | 50 ans HGien=5.41 m | 70 ans HGien=5.83 m | 100 ans HGien=6.30 m | 170 ans HGien=6.53 m | 200 ans HGien=6.82 | 500 ans HGien=7.34 m |                  |
| ------------- | ---------------------- | ------------------- | ------------------- | ------------------- | -------------------- | -------------------- | ------------------ | -------------------- | ---------------- |
| Les Atres     | Inondation directe     | < 5                 | < 5                 | < 5                 | < 5                  | < 5                  | < 5                | < 5                  |                  |
| Centre bourg  | Inondation directe     | 20                  | 35                  | 45                  | 65                   | 65                   | 75                 | 85                   |                  |
| Val           | Brèche                 | -                   | -                   | -                   | -                    | < 5                  | < 5                | < 5                  |                  |

- Les dommages à l'agriculture sont peu importants sur la commune d'Ousson-sur-Loire.

- Le pont de Châtillon-sur-Loire assurant l'accès direct à la rive gauche est coupé à partir de la crue de période de retour 70 ans. L'ensemble des ponts de la Loire dans le Giennois sont alors coupés.

- Concernant les réseaux, l'alimentation en eau potable de la commune dépend du captage AEP de Bonny-sur-Loire. Celui-ci est inondé dès la crue de période de retour 20 ans. Sa tête de forage n'est cependant théoriquement pas atteinte avant une crue de période de retour comprise entre 200 et 500 ans. Cependant, le captage de Bonny-sur-Loire puise les eaux dans la nappe de l'Albien et non dans la nappe alluviale, réduisant ainsi le risque de turbidité des eaux captées. La station d'épuration est quant à elle inondée dès la crue de période de retour 20 ans. Elle sera mise à l'arrêt dès la submersion du quai, c'est-à-dire dès de faibles crues.

- Côté équipements publics, aucun camping n'est concerné par les inondations. La mairie d'Ousson-sur-Loire se situe en limite de zone inondable pour la crue de période de retour 200 ans. Elle serait inondée par de très faibles hauteurs d'eau pour des crues supérieures (de l'ordre de quelques centimètres à une dizaine de centimètres). L'école primaire publique George Sand, accolée à la mairie, subit les mêmes conditions d'inondation que cette dernière.

### Évaluation du risque par zone homogène
| Zone homogène | Mécanisme d'inondation | Niveau de risque    | Niveau de risque    | Niveau de risque    | Niveau de risque     | Niveau de risque     | Niveau de risque   | Niveau de risque     | Niveau de risque |
| Zone homogène | Mécanisme d'inondation | 20 ans HGien=5.08 m | 50 ans HGien=5.41 m | 70 ans HGien=5.83 m | 100 ans HGien=6.30 m | 170 ans HGien=6.53 m | 200 ans HGien=6.82 | 500 ans HGien=7.34 m |                  |
| ------------- | ---------------------- | ------------------- | ------------------- | ------------------- | -------------------- | -------------------- | ------------------ | -------------------- | ---------------- |
| Les Atres     | Inondation directe     | Très fort           | Très fort           | Très fort           | Très fort            | Majeur               | Majeur             | Majeur               |                  |
| Centre bourg  | Inondation directe     | Très fort           | Très fort           | Très fort           | Très fort            | Majeur               | Majeur             | Majeur               |                  |
| Val           | Brèche                 |                     |                     |                     |                      | Majeur               | Majeur             | Majeur               |                  |

Le niveau de risque de chaque zone homogène est calculé par croisement entre la nature des enjeux et l'aléa inondation auquel ceux-ci sont soumis. Les enjeux sont caractérisés vis-à-vis du risque en fonction de l'importance des impacts aux domaines suivants : La santé humaine (population, services de santé et habitat), l'activité économique, l'environnement (ICPE) et les enjeux particuliers (réseaux, services de gestion de crise et de secours, établissements scolaires).
Quatre niveaux de risque ont été retenus :
- Niveau 1 : le risque est modéré, la sécurité des personnes n'est a priori pas mise en cause et les atteintes aux enjeux peuvent être limitées par des mesures appropriées,
- Niveau 2 : le risque est fort sur les personnes et sur les enjeux. Premières atteintes à des enjeux stratégiques pour le territoire comme les activités économiques, les réseaux ou les établissements scolaires.
- Niveau 3 : le risque est très fort sur les personnes et sur les enjeux. Premières atteintes à des enjeux stratégiques tels que les services de santé, les services de gestion de crise ou de secours, les installations ICPE.
- Niveau 4 : le risque est majeur sur les personnes et sur les enjeux. Le potentiel d'endommagement maximum des enjeux est globalement atteint.

Le niveau de risque est évalué pour chaque zone homogène et pour huit périodes de retour de la crue allant de 20 ans à 1 000 ans. Les principaux enjeux exposés sur la commune d'Ousson-sur-Loire sont les habitations et leurs résidents. Ils sont exposés à deux types d'inondation selon leur situation géographique :
- une inondation lente et progressive sur le centre-bourg et les Atres,
- une inondation rapide et brutale dans le val endigué due à l'ouverture d'une brèche sur la digue d'Ousson.

Le second facteur discriminant selon les lieux de résidence est la hauteur d'eau atteinte. Ainsi pour la population résidant à Ousson-sur-Loire, les niveaux de risques lus sur les cartes sont fonction des hauteurs de submersion, modulé par le type d'inondation. Au regard de l'analyse menée dans le cadre de l'étude des vals du Giennois, l'ensemble des zones homogènes est très vulnérable vis-à-vis des crues de la Loire, à la différence que celle du val, théoriquement protégée jusqu'à l'ouverture d'une brèche dans la digue, à savoir pour une crue de période de retour de 170 ans. À noter que la zone « protégée» du val peut toutefois être inondée à la suite d'infiltrations dans la digue.

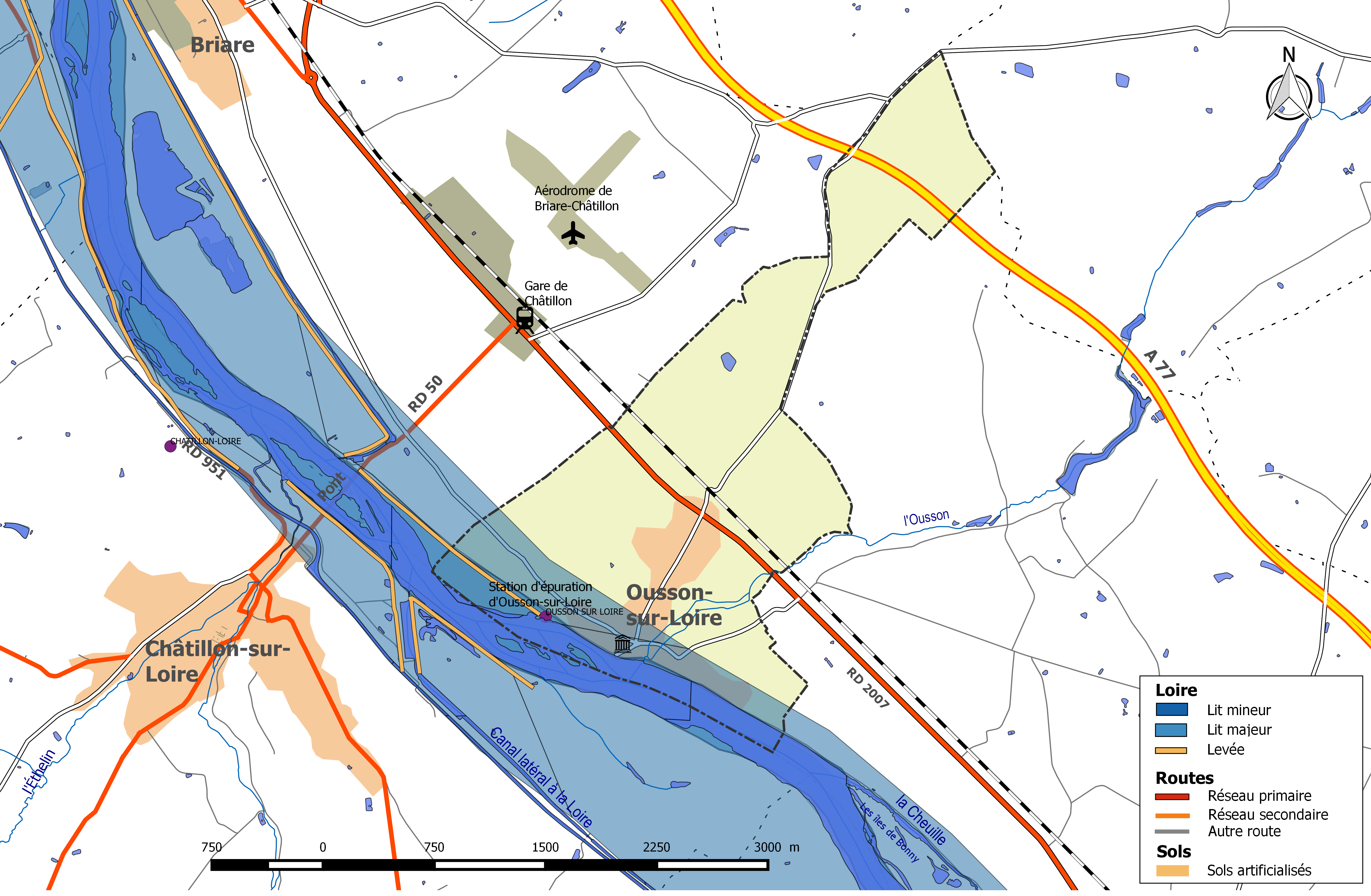
Zone inondable de la commune d'Ousson-sur-Loire.

## Prise en compte du risque dans l'aménagement du territoire
La commune est couverte par le Plan de Prévention du Risque d’Inondation (PPRI) du val de Briare dans le département du Loiret, défini à partir de la connaissance des plus hautes eaux connues et délimité dans les documents graphiques.
Le PPRI définit deux types de zone :
- la zone A à préserver de toute urbanisation nouvelle pour laquelle les objectifs sont, du fait de son  faible degré d'équipement, d'urbanisation et d'occupation : limitation d'implantation humaine permanente, limitation des biens exposés, préservation du champ d'inondation et conservation des capacités d'écoulement des crues. Dans toute cette zone, en vue d'une part, de ne pas aggraver les risques ou de ne pas en provoquer de nouveaux et assurer ainsi la sécurité des personnes et des biens, et d'autre part, de permettre l'expansion de la crue, toute extension de l'urbanisation est exclue. Aucun ouvrage, remblaiement ou endiguement nouveau qui ne serait pas justifié par la protection des lieux fortement urbanisés ou qui ne serait pas indispensable à la réalisation de travaux d'infrastructures publiques ne pourra être réalisé.Toute opportunité pour réduire le nombre et la vulnérabilité des constructions déjà exposées devra être saisie, en recherchant des solutions pour assurer l'expansion de la crue et la sécurité des personnes et des biens.

- la zone B constituant le reste de la zone inondable pour laquelle, compte tenu de son caractère urbain  marqué et des enjeux de sécurité, les objectifs sont : limitation de la densité de population, limitation des biens exposés et réduction de la vulnérabilité des constructions dans le cas où celles-ci pourraient être autorisées.

Les zones A et B sont divisées en fonction de l’aléa :

1 = aléa faible, pour une profondeur de submersion inférieure à 1 m sans vitesse marquée,

2 = aléa moyen, pour une profondeur de submersion comprise entre 1 et 2 m avec une vitesse nulle à faible ou profondeur inférieure à 1 m avec une vitesse marquée,

3 = aléa fort, pour une profondeur de submersion supérieure à 2 m avec vitesse nulle à faible ou profondeur comprise entre 1 et 2 m avec des vitesses moyennes ou fortes, plus une bande de 300m derrière les levées,

4 = aléa très fort (uniquement dans la zone A), pour une profondeur supérieure à 2 m avec une vitesse moyenne à forte, plus les zones de dangers particuliers (aval d’un déversoir, débouchés d’ouvrages...).

## Surveillance, prévision, vigilance et alerte

### Réseau de prévision des crues de l'État
La commune dépend du service de prévision des crues Loire - Cher - Indre dont le territoire de compétence couvre le bassin de la Loire en amont du Bec de Vienne, à l'exception du bassin de l'Allier, dont le service support est la DREAL Centre-Val de Loire.

### Niveaux de vigilance
L’information de vigilance crues consiste à affecter à chaque tronçon de cours d’eau surveillé par l’État une couleur (vert, jaune, orange ou rouge) en fonction du niveau de danger attendu dans les 24 heures et donc de vigilance nécessaire. La signification de chacun des niveaux est la suivante :
| Tronçon Loire giennoise | Tronçon Loire giennoise | Tronçon Loire giennoise | Conséquences pour la commune                     | Inondations historiques | Inondations historiques             |
| Cote prévue à Gien      | Niveau                  | Définition | Conséquences pour la commune                     | Date                    | Niveau station de Gien (vieux pont) |
| ----------------------- | ----------------------- | --- | ------------------------------------------------ | ----------------------- | ----------------------------------- |
| 0 à 3,40 m              | Vert                    | Pas de vigilance particulière requise. |                                                  | 23 mai 2012             | 1,89 m                              |
| 3,40 à 4,70 m           | Jaune                   | Risque de crue ou de montée rapide des eaux n’entraînant pas de dommages significatifs, mais nécessitant une vigilance particulière dans le cas d’activités saisonnières et/ou exposées. | 4,10 m : risque de rupture de la levée domaniale | 1er mai 1983            | 4,56 m                              |
| 3,40 à 4,70 m           | Jaune                   | Risque de crue ou de montée rapide des eaux n’entraînant pas de dommages significatifs, mais nécessitant une vigilance particulière dans le cas d’activités saisonnières et/ou exposées. | 4,10 m : risque de rupture de la levée domaniale | 11 janvier 1982         | 4,44 m                              |
| 3,40 à 4,70 m           | Jaune                   | Risque de crue ou de montée rapide des eaux n’entraînant pas de dommages significatifs, mais nécessitant une vigilance particulière dans le cas d’activités saisonnières et/ou exposées. | 4,10 m : risque de rupture de la levée domaniale | 8 novembre 2008         | 4,00 m                              |
| 3,40 à 4,70 m           | Jaune                   | Risque de crue ou de montée rapide des eaux n’entraînant pas de dommages significatifs, mais nécessitant une vigilance particulière dans le cas d’activités saisonnières et/ou exposées. | 4,10 m : risque de rupture de la levée domaniale | 7 mai 2013              | 3,78 m                              |
| 4,70 à 5,40 m           | Orange                  | Risque de crue génératrice de débordements importants susceptibles d’avoir un impact significatif sur la vie collective et la sécurité des biens et des personnes.                       |                                                  | 8 décembre 2003         | 5,03 m                              |
| > 5,40 m                | Rouge                   | Risque de crue majeure. Menace directe et généralisée sur la sécurité des personnes et des biens.                                                                                        | 6,48 m : Brèche par surverse                     | 1er juin 1856           | 7,19 m                              |
| > 5,40 m                | Rouge                   | Risque de crue majeure. Menace directe et généralisée sur la sécurité des personnes et des biens.                                                                                        | 6,48 m : Brèche par surverse                     | 27 septembre 1866       | 7,19 m                              |
| > 5,40 m                | Rouge                   | Risque de crue majeure. Menace directe et généralisée sur la sécurité des personnes et des biens.                                                                                        | 6,48 m : Brèche par surverse                     | 20 octobre 1846         | 7,12 m                              |
| > 5,40 m                | Rouge                   | Risque de crue majeure. Menace directe et généralisée sur la sécurité des personnes et des biens.                                                                                        | 6,48 m : Brèche par surverse                     | 20 octobre 1907         | 5,73 m                              |

### Réflexes en cas de crue
En cas d’inondation de plaine (Loire ou ruisseau), chaque particulier affecté ou susceptible d'être affecté doit avoir des gestes réflexes pour assurer sa propre sauvegarde et celle de ses biens. L'INPES diffuse une fiche de recommandations, dont les principales sont les suivantes :

#### Avant
- Connaître les dispositifs d’alerte s’il en existe
- Prévoir les gestes essentiels :
  - Mettre au sec les meubles, objets, matières et produits
  - Obturer les entrées d'eau : portes, soupiraux, évents
  - Amarrer les cuves, etc.
  - Faire une réserve d'eau potable et de produits alimentaires
- Prévoir les moyens d'évacuation.

#### Pendant
- S'informer de la montée des eaux et du niveau de vigilance (consulter http://www.vigicrues.ecologie.gouv.fr/ et écouter la radio)
- Dès l'alerte :
  - Couper le courant électrique
  - Aller sur les points hauts préalablement repérés (étages des maisons, collines) ;
- N'entreprendre une évacuation que si vous en recevez l'ordre des autorités (mairie, préfecture, pompiers) ou si vous y êtes forcés ;
- Ne pas s'engager sur une route inondée (à pied ou en voiture) : lors des inondations du Sud-Est des dix dernières années, plus du tiers des victimes étaient des automobilistes surpris par la crue.

#### Après
- Aérer la maison
- Désinfecter à l'eau de javel
- Chauffer dès que possible
- Ne rétablir le courant électrique que si l'installation est sèche
- S’informer auprès de la mairie pour connaître la marche à suivre de retour à la maison et pour faire une déclaration de catastrophe naturelle.
- contacter son assureur sans tarder.

## Information sur le risque d’inondation

### Information préventive
Le maire élabore le dossier d'information communal sur les risques majeurs (DICRIM), un document qui regroupe les données locales et les consignes départementales et nationales nécessaires à l'information des citoyens au titre du droit à l'information en ce qui concerne les risques majeurs et notamment le risque d'inondation,,.

### Information des acquéreurs ou locataires
L’information lors des transactions immobilières fait l’objet d’une double obligation à la charge des vendeurs ou bailleurs : l'établissement d’un état des risques naturels et technologiques et la déclaration d’une éventuelle indemnisation après sinistre, notamment en vertu de la loi du 30 juillet 2003 relative à la prévention des risques technologiques et naturels et du décret n°2005-134 du 15 février 2005. Dans ce cadre la préfecture du Loiret publie l'arrêté listant des communes soumises à cette obligation, un arrêté périodiquement actualisé. En 2015, 101 communes du Loiret étaient soumises à cette obligation. L'arrêté préfectoral du 1er février 2006 relatif à l’information des acquéreurs et des locataires de biens immobiliers sur les risques naturels et technologiques majeurs sur le territoire de la commune d'Ousson-sur-Loire fait état de sept arrêtés ministériels portant ou ayant porté reconnaissance de l'état de catastrophes naturelles entre 1983 et 2003 dont 6 pour des inondations : 3 pour des inondations par débordement de cours d'eau et 3 pour des inondations par ruissellement et coulée de boue.

## Gestion de crise et organisation des secours

### Niveau départemental: Dispositif Orsec
Au niveau départemental, il existe un Dispositif ORSEC départemental spécialisé déclenché en cas d'inondation de la Loire, le plan ORSIL. Il prévoit l’organisation des secours et la stratégie à déployer en cas d’inondation due à la Loire ou aux rivières traversant le département. Cette stratégie, graduée en fonction des différents scénarios envisageables, recense les missions de l’ensemble des acteurs impliqués dans le plan (services de l’État, mairies, partenaires et entreprises mobilisables), renforts nécessaires pour assurer la sauvegarde des personnes et des biens. Le plan intègre un dispositif de veille, des annuaires opérationnels et des protocoles d’intervention (enjeux sensibles, plans de circulation, d’évacuation, d’hébergement d’urgence et de communication des consignes de sécurité). Il comprend un dispositif de surveillance des levées destiné à fournir au Préfet des informations sur l’apparition des désordres permettant de détecter des risques pour la stabilité de l’ouvrage.

### Niveau communal: Plan communal de sauvegarde
Le maire, détenteur des pouvoirs de police, a la charge d'assurer la sécurité de la population dans les conditions fixées par le code général des collectivités territoriales. À cette fin, il élabore un plan communal de sauvegarde si la commune est comprise dans le champ d’application d’un plan particulier d'intervention, ce qui est le cas pour la commune de Ousson-sur-Loire. Le contenu de ce document est précisé par l'article 13 de la loi  2004-811 du 13 août 2004 relative à la modernisation de la sécurité civile. Il détermine en fonction des risques connus les mesures immédiates de sauvegarde et de protection des personnes, il fixe l’organisation nécessaire à la diffusion de l’alerte et des consignes de sécurité et recense les moyens disponibles et définit la mise en œuvre des mesures d’accompagnement et de soutien de la population.